# 黎維祊
黎维祊（越南语：／，1709年—1735年），後世又稱「永慶帝」（越南语：／），越南后黎朝第二十一代皇帝，1729年—1732年在位。

## 生平
黎维祊生於永盛五年（1709年），是黎裕宗的次子。保泰八年七月初八日（1727年8月24日），立為皇太子。保泰十年四月二十一日（1729年5月18日），郑㭎迫裕宗让位给太子黎维祊，改元永慶，以生日為祥明聖節，尊裕宗为太上皇。
永庆四年（1732年），郑㭎的儿子鄭诬陷黎維祊与郑㭎的妻子私通，废黜黎维祊为昏德公（越南语：／）并将其囚禁，改立黎纯宗。永佑元年（1735年）九月，鄭杠将昏德公杀死。永佑六年（1740年），以招魂葬的方式将昏德公葬于青池縣金缕社。 

## 評價
《大越史記全書》:「似太甲之始，而無其終。有昌邑之狂，而不可諫。以長以德，並無一焉。亢龍之悔，其及宜矣。」
《欽定越史通鑑綱目》：「鄭弑逆，莽、卓之徒也。或曰帝維祊是他人子，不過黨鄭者爲杠一解耳。考之黎玉譜曰維祊，裕宗子。黎世糸曰：杠誣帝與鄭杠妃通而廢之，皆鑿鑿可據。續黎史者乃曰淫恣無忌，而不明指其事，爲此模糊文致其意，將以蔽罪於維祊也。杠罪不容誅，而續編者云爾，猶得爲信史乎。」

## 家庭

### 後宮
- 皇后鄭氏玉㮒，鄭棡之女，封端明郡主，后立為皇后